# Strejftog gennem Haandværkets Historie
|  | Denne artikel er oprettet af botten Steenthbot ud fra en ekstern database. Den kan derfor have sproglige fejl eller mangler. Denne skabelon kan fjernes efter kontrol af indholdet. |

Strejftog gennem Haandværkets Historie er en dansk oplysningsfilm fra 1932.

## Handling
Et historisk oprids af håndværkets udvikling gennem menneskehedens historie, helt fra stenalderen og igennem renæssancen op til nutiden. Filmen er produceret af Landsforeningen Dansk Arbejde for at understøtte produktion og salg af danske håndværksvarer.
Indeholder optagelser af: Landskabsbilleder som et formodet stenalderlandskab. Kæmpehøj af kampesten. Bjælkehytte bygget af primitive stenværktøjer. Solvognen som eksempel på håndværk. Bronzehåndværk og horninstrumenter. Vikingernes træskibe. Kirkeruin. Vandmølle. Hammershus. Østerlars Kirke på Bornholm. Ribe Domkirke. Roskilde Domkirke. Egeskov på Fyn. Skt. Knuds Kirke i Odense. Herlufsholm. Rosenborg Slot. Børsen. Kronborg. Frederiksborg Slot. Barok- og rokokostilen. Grundtvigskirken. En moderne fabriksbygnings opførelse. Skovhuggere og transport af fældede træer ved hestekraft. Træstammer anvendes som fundament til byggeri. Skolebygninger. Moderne huse og lejligheder. Skriftsproget fra runesten til Saxos Danmarkshistorie og bogtrykkeri. Keramik af ler. Tusind år gamle lerkrukker og moderne detaljerige lervarer. Guldhornene. Moderne metalstøberi. En traditionel skomager. Nu laves sko ved hjælp af maskiner på fabrikker. Møbelsnedkeri gennem tiden. Moderne snedkeri på en fabrik. Billedskærerværksted. Teknologisk Institut, hvor håndværkere dygtiggør sig i deres fag. Gas- og vandmestre til eksamen. Demonstration af autogenskærebrænder. Karetmagere. Væverarbejde ved håndkraft og moderne tekstilfabrikation. Skibsbygning og danske skibes rejse ud i verden.